# Madhuca obtusifolia
Espèce
Statut de conservation UICN

 DD  : Données insuffisantes
Classification phylogénétique
Madhuca obtusifolia est une espèce de plantes à fleurs de la famille des Sapotaceae. C'est grand arbre de canopée endémique à la Malaisie péninsulaire.

## Répartition
Endémique aux forêts primaires de basse altitude et de marécages du Perak.

## Conservation
Considéré comme très rare.